# Дунаєвецька районна бібліотека
Дунаєвецька районна бібліотека  - інформаційний, культурно–освітній та духовний центр району. Загальна площа бібліотеки 1187,52 кв.м. Знаходиться в районному центрі м. Дунаївці.

## Історія бібліотеки
Найвідоміша бібліотека Дунаєвеччини згадується в документах кінця XVIII ст. при так званій Миньковецькій державі, яка була створена і самопроголошена подільським поміщиком, власником Миньковецького
ключа тогочасного Ушицького повіту Подільської губернії Ігнацієм Сцибор - Мархоцьким (1749 - 1827). Миньковецька бібліотека зберігала книги з філософії, права,античної літератури, твори французьких просветителів. Граф Мархоцький створив бібліотеки в
резеденціях:Притулівцях, Великій Побійній, Отрокові; домашні бібліотеки у Дунаївцях, та селах Гірчичні, Голозубинцях, Маліївцях, Макові, Михайлівці.
Більш того Миньківці стали місцем зародження друкарської справи на Дунаєвеччині. 1792 року тут заснована польська друкарня, яку очолив професійний
друкар Веселовський. В друкарні виготовляли різні бланки, законодавчі акти, що
регулювали життя громад 19 населених пунктів;брошури /наприклад, брошура
"Про спосіб лікування хвороб"/, зокрема друкарня виконала замовлення
польської театральної трупи в Кам'янець - Подільському Я. Камінського на випуск
"Гамлета" У. Шекспіра, "Ілліади" Гомера.
На початку ХХ століття багато
створювалось книгозбірень для масового читача членами Кам'янецької
"Просвіти"та представниками Дунаєвець, зокрема лікарем Іваницею.
Активно почалась формуватись мережа бібліотек після 1917 року. Вже в 1920році в
місті діяло кілька хат - читалень. :Жителька міста Дайчман Е. С. пригадує, що
1922 - 1923рр. відвідувала бібліотеку, яка існувала в самому центрі в будинку
на другому поверсі: в одній кімнаті знаходились книги, у другій - газети,
журнали, можна було послухати радіо, одягнувши навушники. У бібліотеці завжди
було багато відвідувачів. Цей спогад підтверджує, що в 1923році в Дунаївцях
заснована районна бібліотека. А вже в 1935р. книжковий фонд бібліотеки
нараховував 3000 примірників. Тут організовували лекції для читачів, проводили
бесіди, голосні читання, розповсюджували газети і журнали. Бібліотечні працівники
популяризували знання проти релігійних забобонів, популяризували знання в
боротьбі з пияцтвом, хуліганством.
У 1965 році створена при
бібліотеці перша методична Рада з 9 чоловік, школа підготовки громадських
бібліотекарів. Викладачами школи стали працівники районної бібліотеки Пітик
Н.І., Галанюк В. Г., Силенко Л. М., Чумакова О. Г., Лукова К. П. В результаті
централізації в ЦРБ створені відділ обслуговування, методично - бібіліографічний,
відділ організації та використання книжкового фонду, комплектування та обробки
літератури. За підсумками роботи 1979року ЦРБ присуджено перехідний вимпел
обласного управління культури та обкому профспілки за обслуговування читачів
юнацького віку. Розвиток бібліотеки по хронології часу висвітлено на нашому сайті
Починаючи з 1948 року директорами
бібліотеки були: П. О. Самохвалова, Л. М. Нейман, І.І. Модна, Г. І. Півунова,
Н. І. Пітик, В.П. Година, І. К. Любинецький, М. О. Шматкова.
Член партії П. О. Самохвалова
очолила бібліотеку у 1948 році., вона мала вищу освіту, її авторитетність була
помітною серед жителів, тому що ця людина була інтелігентною, мала високий
інтелектуальний рівень, відрізнялась принциповістю та наполегливістю. У 1950
році в районі діяло 43 бібліотеки, нараховувалось до 9 тис. читачів, 36 170
книг. Валентина Гнатівна Галанюк, закінчив Кам'янець - Подільське культосвітнє
училище бібліотечного відділу, починаючи з 1951 року попрацювала на усіх
посадах - бібліотекар абонементу, зав. читальним залом, методистом, завідувачкою 
методичним відділом, а з 1956 - 1958 - директором бібліотеки. У клопотах
бібліотечних турбот минуло 10 років праці завідую чого бібліотекою І. К.
Любинецького(1965 1975), а з впровадженням у 1977 році централізації розпочався
трудовий шлях першого директора Централізованої бібліотечної системи Марії Олексіївни
Шматкової. В неї був вже на той час 11 - річний стаж директора районної
бібліотеки для дітей. Працівники бібліотеки запам'ятали
М. О. Шматкову як енергійного
керівника, яка підтримувала ідею проведення різноманітних заходів аби книга
дійшла до людських сердець. Тамарі Костянтинівні Прокопчук (працювала на посаді
директора з 1979 по 2013рр.) довелось докласти максимум зусиль аби створити
затишок в бібліотеці, сформувати творчий колектив, тим самим піднести імідж
бібліотеки. Розпочала роботу Міжвідомча Рада, відновила роботу Рада при
директорові, пожвавилась робота методично - бібліографічного відділу, по новим
коректи вам  почав роботу відділ організації та збереження книжкового фонду. Як
результат - в 1983р. за підсумками Республіканського огляду державних масових
бібліотек Міністерство культури нагородило працівників ЦРБ Дипломом першого
ступеня. За підсумками 1988р. Дунаєвецька ЦБС отримала третє місце і була
нагороджена Дипломом Міністерства культури України , а в 1989р. Дунаєвецька РБ
занесена на обласну Дошку пошани. Протягом 1990 - 2000рр. пріоритетним
напрямком роботи стала краєзнавча діяльність Дунаєвецької ЦБС; запроваджено
платні послуги для населення, впорядковано мережу бібліотек, користувачі
побачили на полицях твори репресованих письменників. Центральна районна
бібліотека стає справжнім культурним, просвітницьким центром. Тут працює
літературно - музична вітальня, правовий університет для молоді, клуби за
інтересами "Лілея", "Перлина", діє кімната - бібліотека Ф.
П. Шевченка.Бібліотека активно займається пошукове - дослідницькою роботою. Під
керівництвом Т. К. Прокопчук вийшов цілий ряд краєзнавчих видань, зібрані
спогади репресованих та свідків голодомору 1932 - 1933рр.
Краєзнавчий доробок Дунаєвецької ЦРБ та її керівника позитивно оцінив П. Т.
Тронько, академік НАН України, голова Всеукраїнської спілки краєзнавців у книзі
"Історичне краєзнавство: крок у нове тисячоліття", а у 1987 році він
вручив колективу бібліотеки республіканську премію імені Яворницького /саме
Дунаєвецька районна бібліотека стала першим лауреатом такої премії серед
районних бібліотек України/.
Т. К. Прокопчук - відмінник культосвітньої роботи, лауреат обласної премії
імені Т. Г. Шевченка та Мелетія Смотрицького.
Герой України, відомий учений,
директор Інституту української книги Національної бібліотеки ім. В. І.
Вернадського, академік Петро Тимофійович Тронько в період (1992 - 2002рр.) сім
разів відвідав Дунаєвецьку центральну бібліотеку
Герой України, відомий учений,
директор Інституту української книги Національної бібліотеки ім. В. І.
Вернадського, академік Петро Тимофійович Тронько в період (1992 - 2002рр.) сім
разів відвідав Дунаєвецьку центральну бібліотеку.
У 1995, 1996 роках, відвідуючи
бібліотеку він запропонував відкриття краєзнавчого сектору, який був створений
вже у 1993році при методично - бібліографічному відділі ЦРБ. На відкриття
краєзнавчого сектора академік не зміг приїхати, але передав дарунок - 75 книг
"Репресоване краєзнавство" з надписом "Дунаєвецькій
бібліотеці від авторів цієї книги:  "Краєзнавцям Дунаєвецької районної
бібліотеки з найкращими побажаннями успіхів у роботі по дослідженню рідного
краю. 4.10.1995 року", - писав він у книзі "Краєзнавство у
відродженні духовності та культури", а в 1996 році Петро Тимофійович
надіслав бібліотеці необхідні томи "Історії міст і сіл Української
РСР".
Поступово бібліотека стала місцем
спілкування та співпраці з районною організацією Спілки краєзнавців.Під
керівництвом П. Т. Тронька та за сприянням Інституту історії НАН України Дунаєвецька
РБ взяла участь у чотирьох науково - краєзнавчих конференціях, провела ряд
конференцій з визначення історії сіл Дунаєвеччини. Зібрані спогади учасників Великої
Вітчизняної війни, репресованих та свідків голодомору; проведено акції "Бойовий
орден та медаль у твоєму домі", "Солдатський трикутник", оформлені
альбоми, виданий цілий ряд краєзнавчих видань, проведено презентації книг відомих
істориків І. Винокура, Л. Баженова, Б. Грищука, В.Прокопчука, В. Сутковецького,
Ю. Телячого, П. Тронька. Хмельницька обласна наукова бібліотека ім.
Островського двічі узагальнювала досвід роботи Дунаєвецької РБ.
За участю, допомогою П. Т. Тронька 4 листопада 1999 року створена і відкрита кімната - бібліотека Ф. П. Шевченка.
15 вересня 1999 року дружина
члена-кореспондента НАН України, доктора історичних наук, професора Федора
Павловича Шевченка – Розалія Карпівна Шевченко передала частину книг із
особистої бібліотеки вченого (понад 1500 примірників) в Дунаївці, місто, де народився
і провів свої дитячі та юнацькі роки відомий історик, яке завжди вважав своєю
маленькою батьківщиною, місто, яке любив і в якому не раз бував. Востаннє Ф.П.
Шевченко відвідав Дунаївці навесні 1992 року, брав участь у науковій
конференції. Тоді був він у нашій бібліотеці.
У бібліотеці понад 200 книг з автографами відомих письменників, знаних літературних критиків, учених-істориків, дослідників, мистецтвознавців. Тут твори І. Білика, М. Жулинського, А. Турчинського; «Тронка» О.Гончара.

## Фонди. Сектор комплектування обробки літератури
Бібліотечний Фонд по
Дунаєвецькій системі складає на сьогодні 458, 955 примірників літератури та
інших матеріалів. Фонд РБ складає 51, 250 документів; фонд дитячої бібліотеки
26,482документа.Зокрема фонд сільських філіалів становить 381, 223 документа.
Сектор забезпечує комплектування фонду бібліотек книжковою
продукцією,  
      здійснює 
передплату періодичних видань,обробку нових надходжень літератури та
своєчасне забезпечення структурних підрозділів районної бібліотеки та сільських
бібліотек забезпечує  поповнення
книжкових фондів бібліотек району за рахунок коштів місцевого бюджету, інших
джерел фінансування, платних послуг та обмінно-резервного фонду. Надає методичну
допомогу структурним підрозділам районної бібліотеки та сільським бібліотекам в
питаннях формування та організації фондів та в роботі з каталогами: веде
зведений, а з 2004р електронний каталог; картотеку періодичних видань, картотеку
державної програми «Українська книга»;керує процесами вивчання фонду,
комплектування згідно картотеки доукомплектування, переобліку фондів районної
бібліотеки та бібліотек системи.